# Breves Airport
Breves Airport är en flygplats i Brasilien.   Den ligger i kommunen Breves och delstaten Pará, i den nordöstra delen av landet, 1 600 km norr om huvudstaden Brasília. Breves Airport ligger 12 meter över havet. Den ligger på ön Ilha de Marajó.
Terrängen runt Breves Airport är mycket platt. Närmaste större samhälle är Breves, 6,5 km sydväst om Breves Airport.
I omgivningarna runt Breves Airport växer i huvudsak städsegrön lövskog. Runt Breves Airport är det ganska glesbefolkat, med 34 invånare per kvadratkilometer.